# Courcelles-sur-Nied
Courcelles-sur-Nied és un municipi francès, situat al departament del Mosel·la i a la regió del Gran Est. L'any 2007 tenia 935 habitants.

## Demografia

### Població
El 2007 la població de fet de Courcelles-sur-Nied era de 935 persones. Hi havia 382 famílies, de les quals 76 eren unipersonals (48 homes vivint sols i 28 dones vivint soles), 143 parelles sense fills, 139 parelles amb fills i 24 famílies monoparentals amb fills.
La població ha evolucionat segons el següent gràfic:
Habitants censats

### Habitatges
El 2007 hi havia 412 habitatges, 383 eren l'habitatge principal de la família, 2 eren segones residències i 27 estaven desocupats. 315 eren cases i 97 eren apartaments. Dels 383 habitatges principals, 292 estaven ocupats pels seus propietaris, 83 estaven llogats i ocupats pels llogaters i 8 estaven cedits a títol gratuït; 1 tenia una cambra, 21 en tenien dues, 45 en tenien tres, 72 en tenien quatre i 245 en tenien cinc o més. 330 habitatges disposaven pel capbaix d'una plaça de pàrquing. A 159 habitatges hi havia un automòbil i a 203 n'hi havia dos o més.

### Piràmide de població
La piràmide de població per edats i sexe el 2009 era:
| Homes | Edats   | Dones |
| ----- | ------- | ----- |
| 0     | 95 o +  | 4     |
| 0     | 90 a 94 | 0     |
| 0     | 85 a 89 | 4     |
| 0     | 80 a 84 | 4     |
| 12    | 75 a 79 | 4     |
| 12    | 70 a 74 | 8     |
| 12    | 65 a 69 | 20    |
| 20    | 60 a 64 | 24    |
| 48    | 55 a 59 | 36    |
| 56    | 50 a 54 | 36    |
| 36    | 45 a 49 | 52    |
| 16    | 40 a 44 | 24    |
| 24    | 35 a 39 | 24    |
| 28    | 30 a 34 | 20    |
| 44    | 25 a 29 | 48    |
| 32    | 20 a 24 | 28    |
| 32    | 15 a 19 | 24    |
| 32    | 10 a 14 | 32    |
| 16    | 5 a 9   | 40    |
| 20    | 0 a 4   | 20    |

## Economia
El 2007 la població en edat de treballar era de 643 persones, 459 eren actives i 184 eren inactives. De les 459 persones actives 443 estaven ocupades (225 homes i 218 dones) i 16 estaven aturades (6 homes i 10 dones). De les 184 persones inactives 71 estaven jubilades, 55 estaven estudiant i 58 estaven classificades com a «altres inactius».

### Ingressos
El 2009 a Courcelles-sur-Nied hi havia 393 unitats fiscals que integraven 1.003 persones, la mediana anual d'ingressos fiscals per persona era de 21.136 €.

### Activitats econòmiques
Dels 24 establiments que hi havia el 2007, 1 era d'una empresa extractiva, 1 d'una empresa alimentària, 1 d'una empresa de fabricació d'altres productes industrials, 1 d'una empresa de construcció, 4 d'empreses de comerç i reparació d'automòbils, 2 d'empreses de transport, 2 d'empreses d'hostatgeria i restauració, 3 d'empreses financeres, 2 d'empreses de serveis, 6 d'entitats de l'administració pública i 1 d'una empresa classificada com a «altres activitats de serveis».
Dels 3 establiments de servei als particulars que hi havia el 2009, 1 era un electricista, 1 perruqueria i 1 restaurant.
L'únic establiment comercial que hi havia el 2009 era una fleca.
L'any 2000 a Courcelles-sur-Nied hi havia 3 explotacions agrícoles que ocupaven un total de 432 hectàrees.

## Equipaments sanitaris i escolars
L'únic equipament sanitari que hi havia el 2009 era una farmàcia.
El 2009 hi havia 1 escola maternal i 1 escola elemental integrada dins d'un grup escolar amb les comunes properes formant una escola dispersa.

## Poblacions més properes
El següent diagrama mostra les poblacions més properes.